# Palazzo Barberio
Palazzo Barberio è un edificio storico di San Giovanni in Fiore.

## Descrizione
Posto alle spalle della Chiesa Madre nel quartiere Coschino, palazzo Barberio venne realizzato tra il 1772 e il 1783. La caratteristica principale dell'edificio è quello di poggiarsi in maniera completamente asimmetrica, sulla stessa particella. Questa particolarità è data da una nota storica, legata al periodo in cui il palazzo conglomerò a sé negli anni '70, alcuni fabbricati di edilizia minuta di proprietà della famiglia, posti dinanzi al palazzo e distrutti da un incendio. Il palazzo, che fino a quel periodo era edificato solo per metà sulla propria particella, assunse la forma attuale. Il palazzo, di forma rettangolare, ha la particolarità di essere a forma di "gradoni" con metà edificio posto in basso, e la restante metà, in posizione "sopraelevata". Questa particolarità ha reso l'edificio unico per tipologia costruttiva, con la formazione di un duplice edificio sovrapposto, con l'ultimo piano dell'area sopraelevata" si affaccia lungo la falda inclinata dell'area posta "a valle". L'edificio si presenta a tre piani, con il portale posto a destra, sormontato da un arco a tutto sesto in granito silano, il primo piano presenta una fila di tre piccole finestre quadrate munite di inferriate, il secondo piano una fila di quattro finestre, mentre il terzo piano una fila di 4 balconcini. In cima al terzo piano, nel sottotetto, vi è una fila di 4 oculi ovali.